# Pierluca Tocco
Pierluca Tocco (nascut a Sardenya, Itàlia) és un patinador artístic italià, conegut per ser subcampió del Món el 2007 a Austràlia i el 2009,
campió d'Europa el 2007 i cinquè classificat a nivell mundial el 2008 a la Xina, entre d'altres. Tocco és conegut per tenir una visió diferent i divertida del patinatge, havent fet actuacions interpretant els papers de Jack Sparrow, Harry Potter, Zeus i Rocky Balboa, entre d'altres.
Entrà al món del patinatge amb nou anys al club San Luca di Quartu, on va ser entrenat per Carmen Mascia. Tocco evolucionà positivament a nivell tècnic, aconseguint fer salts triples nets i d'alta qualitat, a més del toe loop quàdruple. L'any 2014, Tocco participà en la Gala Internacional de Patinatge Artístic a Alcobendas.